# Maxim Igorewitsch Babanin
Maxim Igorewitsch Babanin (russisch Максим Игоревич Бабанин; * 7. Oktober 1988 in Wolgograd) ist ein russischer Boxer im Superschwergewicht (+91 kg).

## Erfolge
Maxim Babanin ist 1,85 m groß und bringt rund 119 kg auf die Waage. 2007 wurde er russischer Juniorenmeister, gewann das Tammer-Turnier in Finnland und auch die Junioren-Europameisterschaften in Serbien mit Finalsieg gegen Tyson Fury. In den Folgejahren wurde er bei russischen Meisterschaften 2009, 2013 und 2014 Zweiter, sowie 2012 Dritter.
2015 gewann er den russischen Meistertitel durch Finalsieg gegen Magomed Omarow und siegte auch beim Eindhoven Cup 2016 in den Niederlanden mit einem finalen Sieg gegen Peter Kadiru. Bei den nationalen Meisterschaften 2016 wurde er erneut Dritter.
2017 wurde er bei den Europameisterschaften in der Ukraine aufgeboten und gewann eine Bronzemedaille. Nach Siegen gegen Mantas Valavičius, Guido Vianello und Alexei Zavatin, war er im Halbfinale gegen Wiktor Wychryst ausgeschieden. Er war damit für die Weltmeisterschaften 2017 in Hamburg qualifiziert, wo er im Achtelfinale erneut Guido Vianello besiegte und im Viertelfinale gegen Joseph Goodall ausschied.
Bei den russischen Meisterschaften 2017 unterlag er im Finale gegen Magomed Omarow, 2018 wurde er Dritter. Bei den Weltmeisterschaften 2019 in Jekaterinburg schied er im Halbfinale gegen Bahodir Jalolov aus und gewann Bronze.
Seit 2012 boxt Babanin zudem in der World Series of Boxing (WSB), wo er bei neun Siegen und drei Niederlagen hält.